# Arthur Jones (cầu thủ bóng đá, sinh năm 1878)
Arthur Ernest "Spider" Jones (1878−1939) là một cầu thủ bóng đá người Anh.
Sinh ra ở St. Pancras, London, ông từng thi đấu cho Market Drayton trước khi chuyển đến Tottenham Hotspur ở mùa giải 1900−01 ở cả Southern League và Western League. Trong thời gian ở câu lạc bộ, ông thi đấu ở vị trí tiền đạo. Tottenham vô địch Cúp FA mùa giải này, mặc dù Jones không được thi đấu.
Mùa giải 1901−02 ông chuyển đến Doncaster Rovers đội bóng lần đầu tiên được chọn vào Football League. Ông chuyển sang vị trí centre half và được biết với tên gọi "Spider" Jones. Ông ghi một bàn trong tổng cộng 22 trận quốc nội và Cúp FA.